# Laureana di Borrello
Laureana di Borrello (Loriàna in calabrese) è un comune italiano di 4 534 abitanti della città metropolitana di Reggio Calabria in Calabria.

## Geografia fisica
Il comune è situato a circa 270 m s.l.m.

## Origini del nome

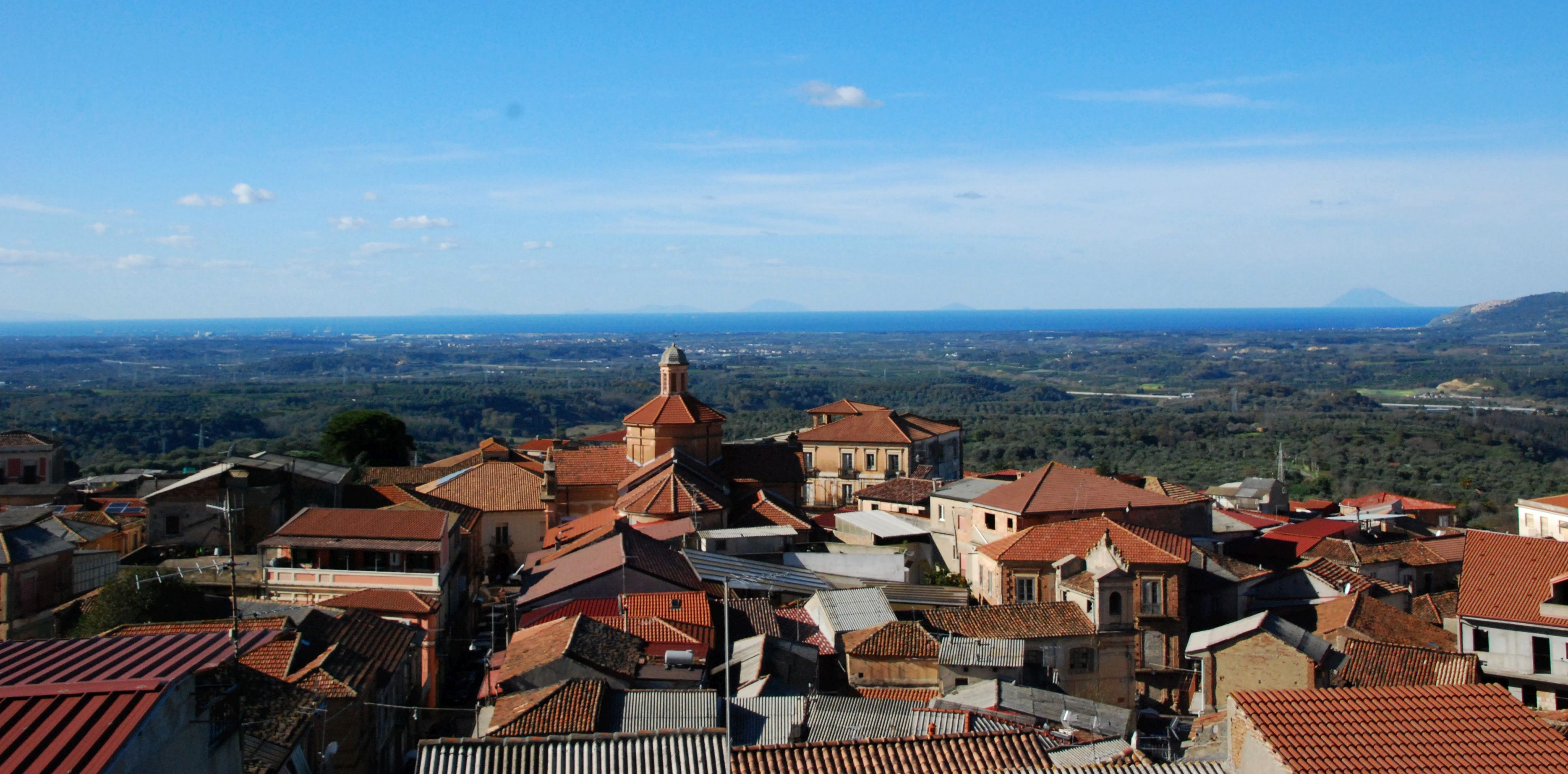
Panorama da via Belvedere: il centro storico con la cupola della chiesa madre, all'orizzonte il Mar Tirreno con le Isole Eolie e a sinistra, in lontananza il porto di Gioia Tauro

Il nome Laureana, secondo due studiosi del luogo, Giambattista Marzano e Fedele Fonte, deriverebbe dalla presenza delle celle dei monaci basiliani (in greco laure), attorno alle quali si sarebbe aggregato il primo nucleo abitato. Fonte ha affermato, infatti, che il toponimo significhi "terra ove abbondano le laure" o, rispettando l'origine bizantina, laures-ana: "sopra le laure". Secondo un'antica credenza popolare, invece, il nome deriverebbe dalla presenza di un alloro gigante.
Nel 1863 il paese cambiò denominazione aggiungendo, al proprio, il nome di Borello (ulteriormente modificato in Borrello nel 1930), allo scopo di ricordare l'antico capoluogo del feudo che comprendeva Laureana e le sue frazioni, caduto in rovina e poi scomparso dopo i terremoti del Seicento e del Settecento.
Il toponimo Borrello deriva, probabilmente, dalle caratteristiche geomorfologiche del sito: bòrro - burratello si riferisce, infatti, ad un luogo dirupato e scosceso in cui scorrono torrenti.

## Storia

### I primi secoli
Le origini di Borrello, e dei villaggi sulle cui piante originarie è situata l'odierna Laureana, dovrebbero risalire al IX e X secolo circa, quando le popolazioni delle malsane zone costiere, divenute eccessivamente insicure a causa delle sempre più frequenti incursioni saracene, si spostarono verso l'interno alla ricerca di terre più sicure e salubri.
Con i Normanni, intorno all'XI secolo, si introdusse il rito latino, e la diocesi cui era sottoposta Laureana venne spostata da Nicotera a Mileto (1093); Laureana rimase tuttavia, come Nicotera, al rito greco, mantenendo lingua, usanze e leggi bizantine. Attualmente Laureana si trova nella diocesi di Oppido Mamertina-Palmi.
Con il feudalesimo entrò a far parte della contea di Borrello.

### La contea
Divenuto casale di Borrello, Laureana seguì le sorti della contea. I primi conti furono Guglielmo d'Altavilla e sua moglie Adelizia. A questi succedettero il figlio Ugo e poi Malgerio, Ruggero, e Guglielmo.
Dopo la morte del re Tancredi, avvenuta nel 1193, le città di Calabria, tra cui Borrello, aprirono le porte all'imperatore Enrico VI che, fermatosi nella sua discesa in Puglia, invitò l'abate di Montecassino, Roffredo, a proseguire verso la Sicilia.
Nel 1230 la terra di Borrello passò sotto il governo di Gualtiero Appardo. Nel 1255 assistette alla lotta tra Manfredi e Pietro Ruffo, conte di Catanzaro, il quale battuto più volte dovette ritirarsi. Borrello restò per un altro decennio sotto il dominio degli Svevi, fino all'arrivo nel 1265 di Carlo d'Angiò e Appardo venne sostituito da Ugo di Brienne, il quale però non prese mai possesso di Borrello, dichiarata demanio regio e affidata a Giacomo Sirini.
Nel 1273 la contea ricadde nelle mani di Appardo, fino alla sua morte avvenuta nel 1277. Passò quindi a D'Arot e l'anno successivo a Guglielmo Sanfelice. Nel 1290 la contea venne affidata a Ruggero di Lauria e alla sua morte gli successe il figlio Riccardo (1305) e a questi il proprio figlio Berengario.
Nel 1324 la contea passò a di Pietro II Ruffo, conte di Catanzaro, di cui fu fino al 1368, anno in cui passò nelle mani di Ruggero Sanseverino. Restò in possesso dei Sanseverino (da Ruggero al figlio omonimo, quindi al figlio di questi, Enrico II, poi a Calogero, a Luigi, e ad un altro Enrico).
Nel 1408 la contea fu venduta dal re Ladislao I a Bernardo Capece e alla morte del re passò nelle mani di Saladino Santangelo per 3500 ducati d'oro. Ma, impossibilitato questi a pagare, nel 1422 la contea venne acquistata da Carlo Ruffo.
Il re Alfonso d'Aragona nel 1453 sottraeva la contea a Carlo Ruffo dandola ad Ugo d'Alagno, gran cancelliere del regno e fratello della sua favorita Lucrezia d'Alagno. La contea di Borrello passò quindi al figlio di Ugo D'Alagno, Nicola II, che la tenne fino al 1472, anno in cui il re Ferrante d'Aragona la diede ad Aniello Arcamone, finito poi implicato in una congiura contro il re e per questo arrestato. Borrello passò quindi al regio demanio fino all'11 marzo 1487, quando fu data in dono a Isabella d'Aragona per il suo matrimonio con Gian Galeazzo Sforza duca di Milano.

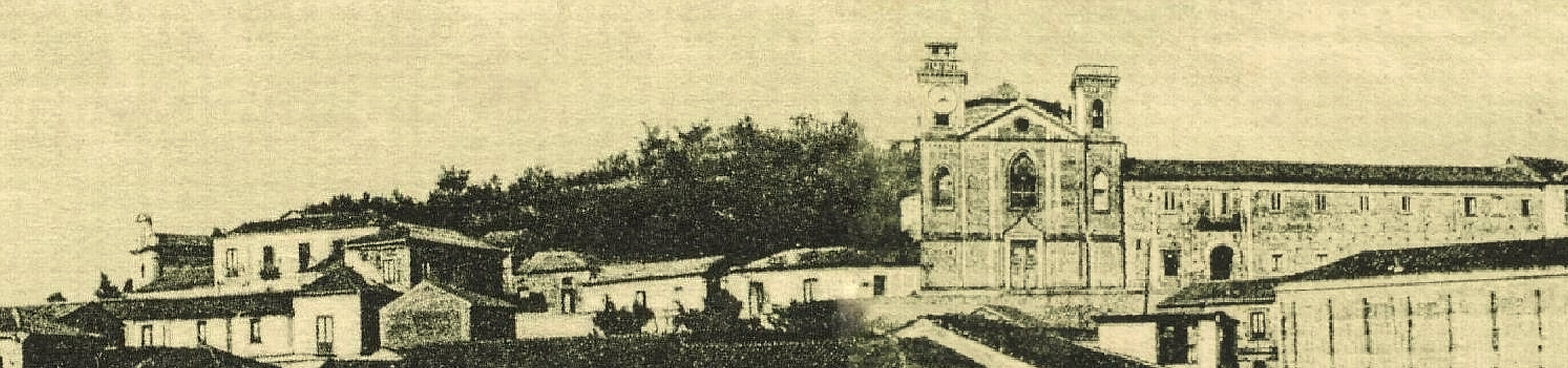
Inizio del Novecento - Da destra: l'ex convento, la chiesa di Sant'Antonio; in primo piano a sinistra la casa della famiglia Buda demolita nel 1991 per creare l'attuale piazza e, infine, la chiesa di San Francesco di Paola

Nel 1501 la contea passò a Ettore Pignatelli e ai suoi discendenti. Furono conti di Borrello successivamente a Ettore II, Camillo II ed Ettore III, quindi il genero di quest'ultimo, Fabrizio III Pignatelli (che ne aveva sposato nel 1615 la figlia Geronima). Passò quindi al figlio Senise Ettore IV e al figlio di questi, Fabrizio Andrea; dalla figlia di quest'ultimo, Giovanna Aragona Pignatelli Cortes Pimentel, andata in sposa a Nicola Pignatelli, passò al figlio Diego e ai suoi discendenti, Fabrizio e quindi Ettore V.

### Terremoti
Borrello venne distrutta dal terremoto del 27 marzo 1638 ("disastro della Domenica delle Palme") e nuovamente dal terremoto del 6 novembre del 1659. La formazione di nuove paludi portò all'abbandono dell'antico abitato a favore dei villaggi vicini e Laureana divenne il centro più popoloso.
Laureana venne colpita inoltre dal terremoto del 5 febbraio 1783, con scosse che si protrassero per tre anni. Borrello cessò di esistere definitivamente e la relazione redatta dagli osservatori della Reale accademia delle scienze e belle lettere di Napoli, che visitarono i luoghi del disastro nel maggio dello stesso anno, e quella di Francesco Pignatelli, nominato vicario generale del re per la Calabria, descrivono lo stato di rovina dei luoghi.
Complessivamente nel feudo di Laureana-Borrello si registrarono 259 morti così distribuiti: Laureana 58, Caridà 52, Candidoni 40, San Pietro 39, Feroleto 33, Stelletanone 17, Bellantone 7, Borrello 8 e, infine, Serrata 5.
A Laureana, come negli altri comuni interessati dal sisma, gli abitanti avvertirono un senso di caducità della vita e l'impressione di trovarsi davanti a una apocalisse, testimoniate dal moltiplicarsi del numero di testamenti, che raddoppiò (e in qualche caso triplicò) rispetto agli anni precedenti alla catastrofe. A Stelletanone, negli orti di Domenico Riniti e di Antonio Argirò, furono allestiti studi notarili in capanne al riparo delle quali venivano dettati i testamenti che disponevano, tra l'altro, numerosi e cospicui lasciti alla Chiesa per la salvezza dell'anima.
Crebbe inoltre di importanza il culto della Madonna del Carmine, ritenuta autrice di un intervento miracoloso che avrebbe salvato il paese da ulteriori distruzioni, soppiantando progressivamente quello dell'antico patrono san Nicola di Bari (già sostituito nel patronato da san Gregorio Taumaturgo): la chiesa del santo, distrutta e ricostruita nel corso dell'Ottocento, venne dedicata alla Madonna del Carmine.

### Simboli
Lo stemma e il gonfalone sono stati concessi con DPR del 22 settembre 1963.
Lo stemma comunale rappresenta un elefante fermo, sopra terreno verdeggiante; lo scudo è sormontato da
corona comitale. Il gonfalone è un drappo di azzurro.

## Monumenti e luoghi di interesse

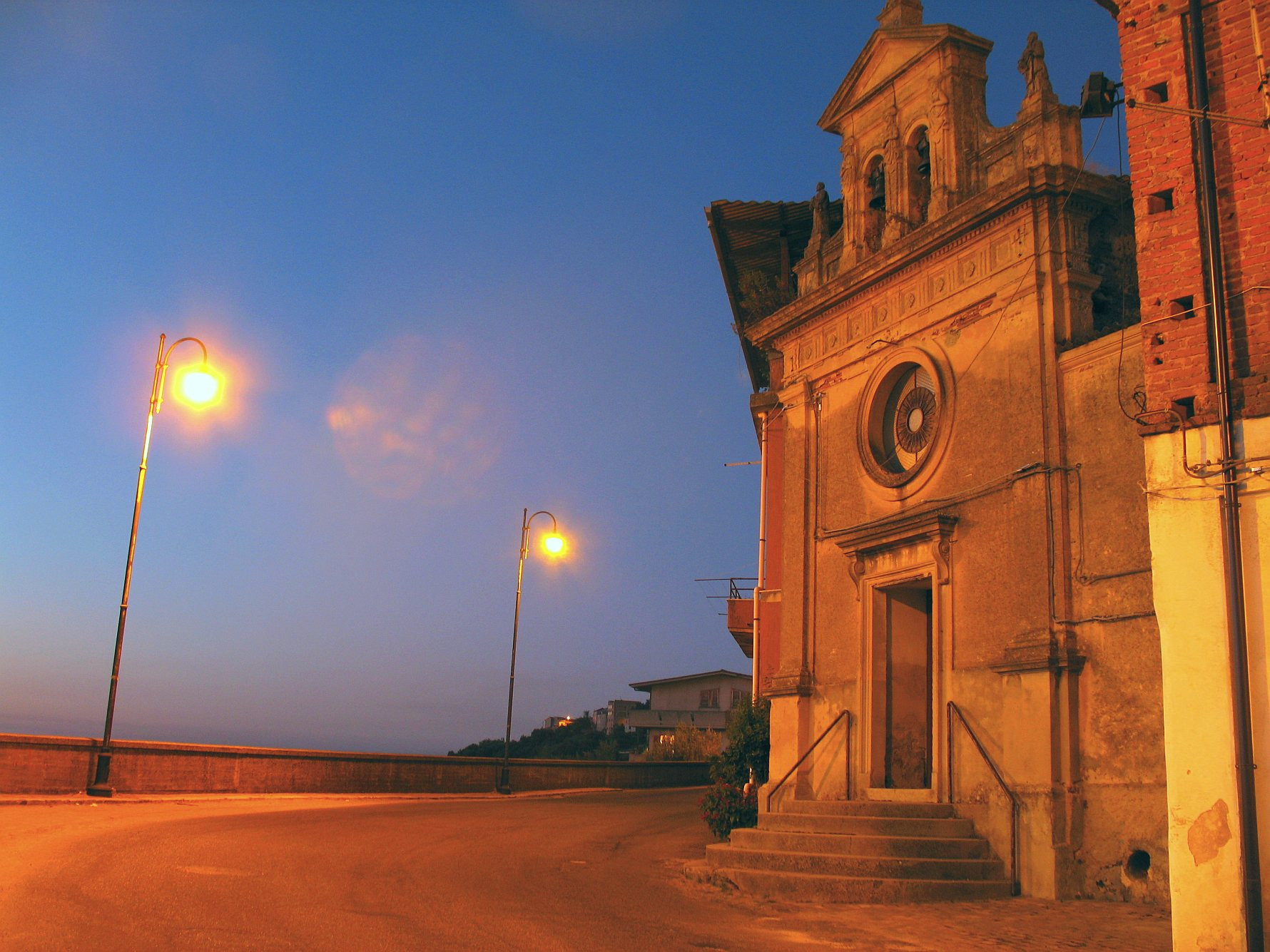
Chiesa di San Francesco di Paola

### Architetture religiose
Chiesa madre
La chiesa parrocchiale, edificata nel medesimo sito di una precedente costruzione risalente al XVI secolo, è intitolata a Santa Maria degli Angeli e a San Gregorio Taumaturgo. Ricostruita dopo il terremoto del 1783, fu resa inagibile da un altro terremoto nel 1928 e totalmente riedificata tra il 1930 e il 1938.
Chiesa di San Francesco d'Assisi
La chiesa, conosciuta comunemente con il nome di Chiesa di Sant'Antonio, presenta una bellissima cupola, al suo interno l'abside, intonacato in tempi remoti, è stato riportato in mattoni a faccia-vista così com'era all'origine. Troviamo inoltre un lavamanile in marmo, in cinque pezzi, proveniente dal Convento dei Minori di Borrello, contrassegnato dai simboli di questo Ordine, datato 1662.
Chiesa di San Francesco di Paola
Anticamente denominata chiesa del Calvario o della Passione, era stata in origine costruita nel 1580. Distrutta dal sisma del 1783, fu ricostruita negli anni successivi e leggermente ampliata nel 1885 e il suo interno fu decorato con maioliche. L'annesso convento dei Paolotti fu espropriato dal demanio e demolito per fare spazio alla strada che porta a Bellantone. Nella chiesa si conserva una statua lignea di San Francesco di Paola proveniente dalla chiesa omonima della distrutta Borrello. Sulla volta è rappresentato il santo che attraversa prodigiosamente lo stretto di Messina camminando sulle acque. All'esterno, ai lati del campanile, due statue raffigurano i santi Pietro e Paolo.
Chiesa di San Pietro
Chiesa del Carmine
All'inizio di corso Umberto I ad angolo con via Chindamo.
Chiesa di Santa Maria della Sanità
Conosciuta anche come "chiesòla" o "chiesa della Madonnicchia", è ubicata nel sito dove si suppone possa essersi formato il nucleo originario di Laureana intorno all'anno 1000, nell'attuale via Melchi nella cosiddetta zona dei "massari". L'inusuale esposizione a nord della facciata fa ipotizzare che l'edificio sia stato eretto utilizzando la base di una costruzione di tipo civile preesistente. La chiesa, fatta costruire dalla famiglia Laquaniti-Argirò, presumibilmente intorno al XVII secolo, fu resa inagibile dal sisma del 1783 e successivamente restaurata. In essa, si venerava un'ottocentesca statua in cera raffigurante Maria Bambina. Conserva inoltre una lastra marmorea a bassorilievo del Trecento, proveniente da Mileto, alcune tele settecentesche, un lavamanile in marmo del Seicento e un organo diritto a mantici settecentesco. Sull'antico portale in pietra della chiesa è presente lo stemma degli Argirò.

## Galleria d'immagini

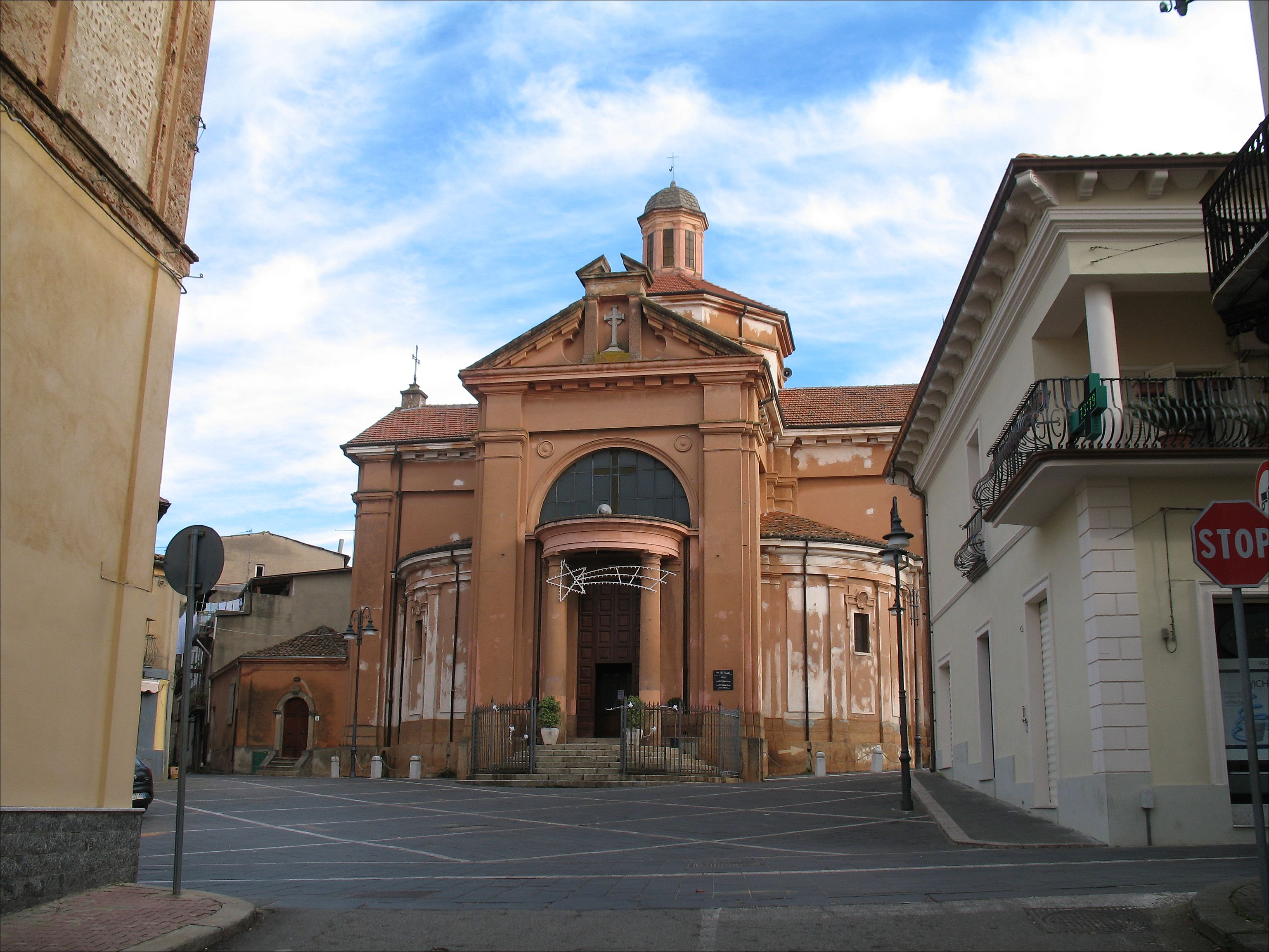
Chiesa madre ricostruita nel 1938
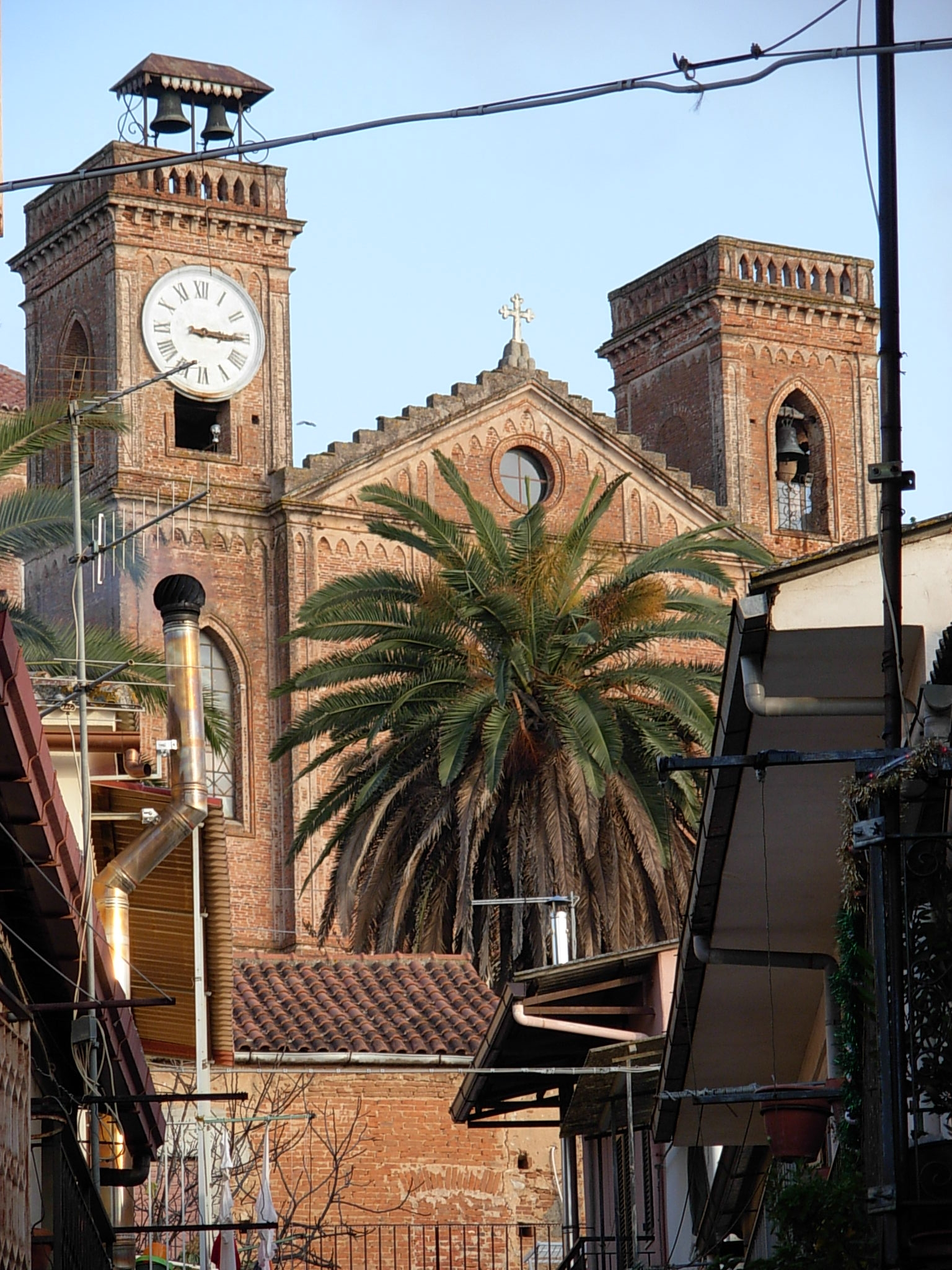
Chiesa di San Francesco d'Assisi, meglio conosciuta come di Sant'Antonio
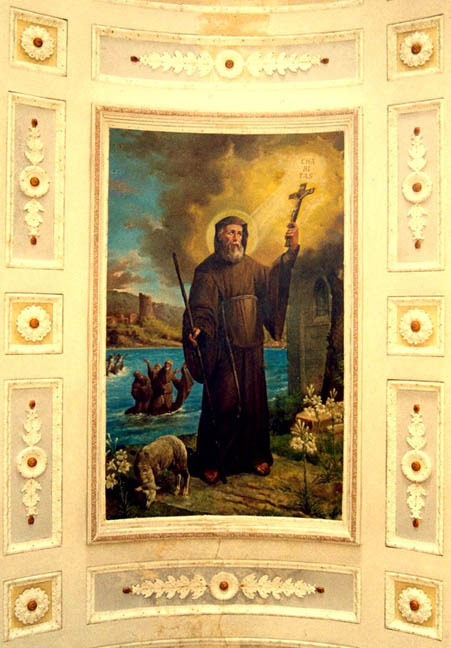
Chiesa di San Francesco di Paola, affresco della volta con il santo che attraversa lo stretto di Messina
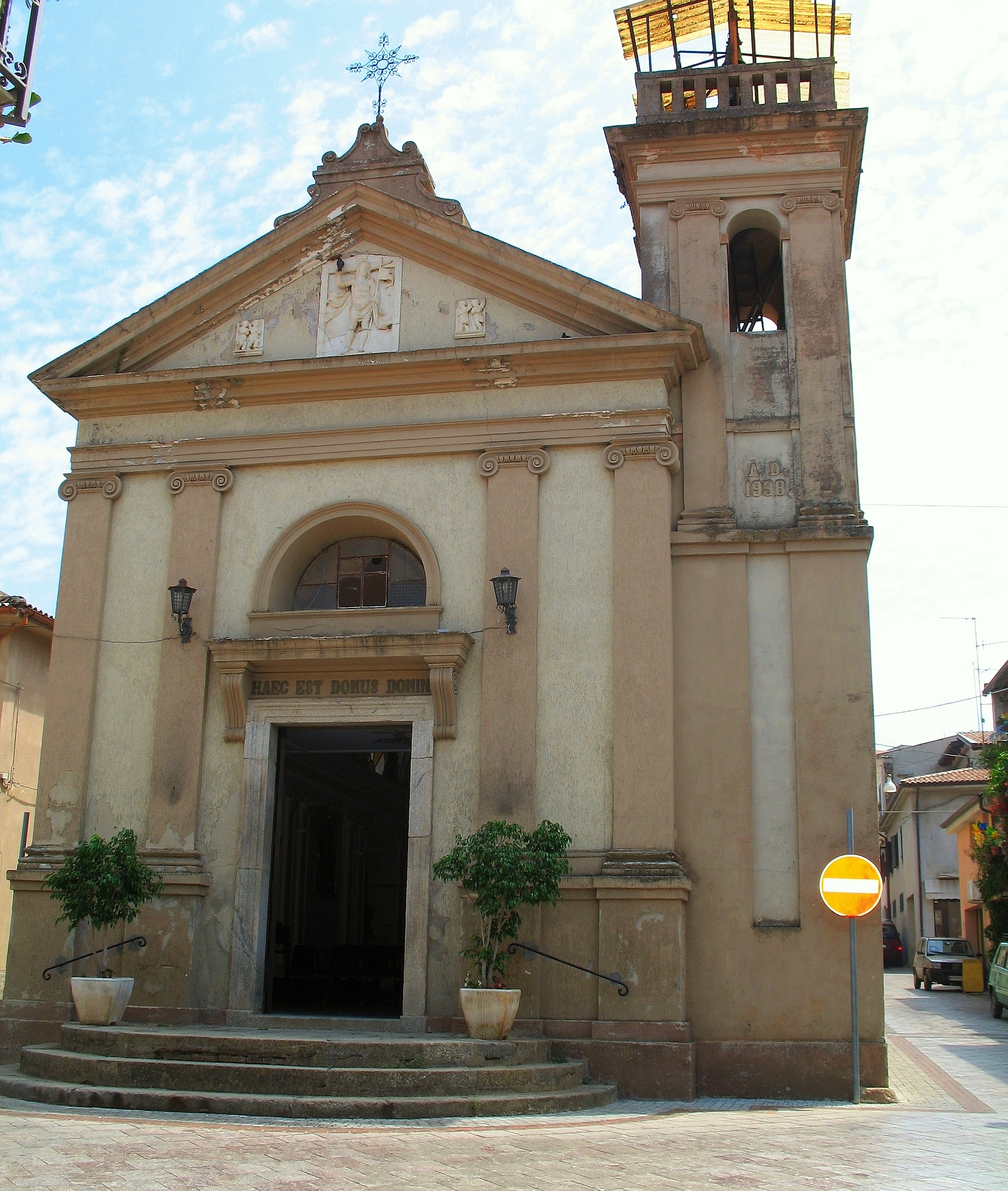
Chiesa di San Pietro
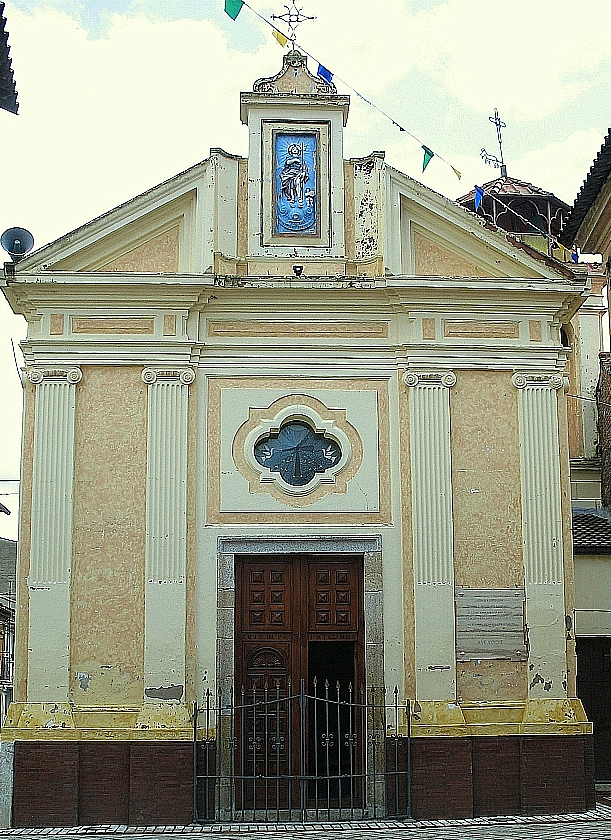
Chiesa di San Rocco a Stelletanone

## Società

### Evoluzione demografica
Abitanti censiti

### Tradizioni e folclore

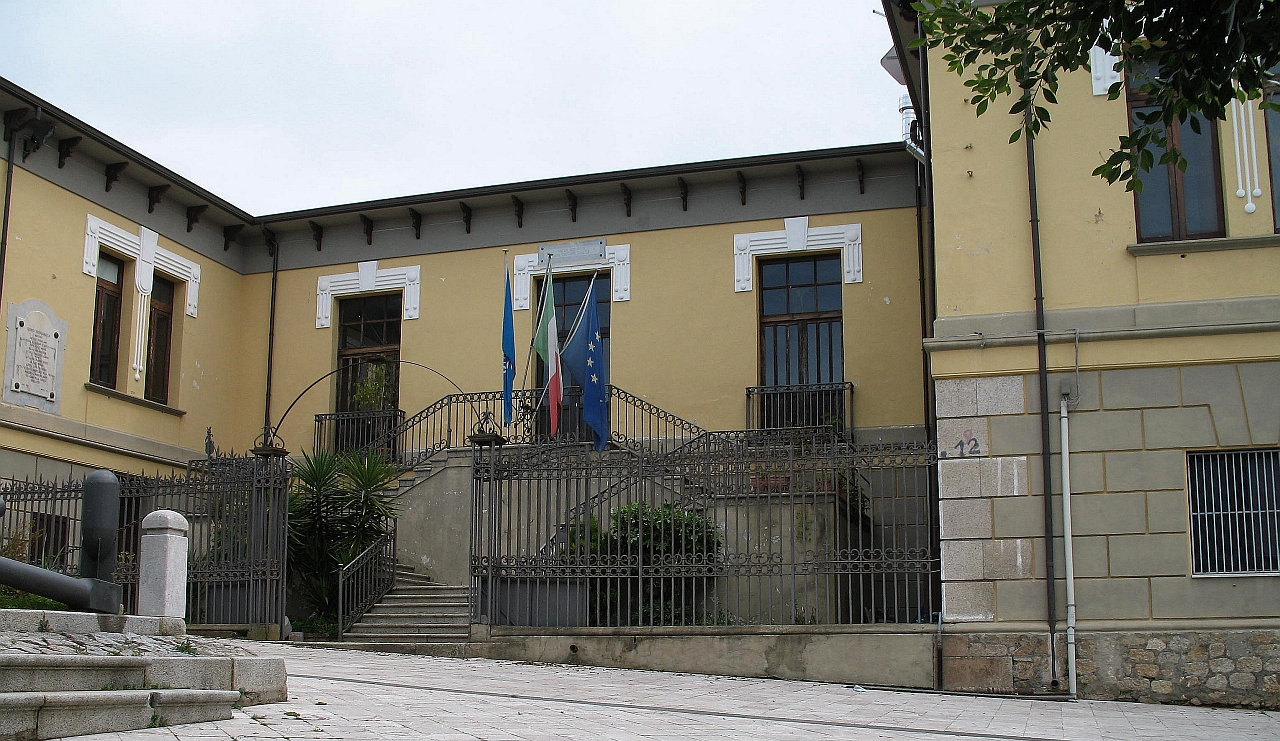
L'attuale municipio in Piazza Indipendenza. L'edificio è stato eretto nell'area precedentemente occupata dal convento dei Domenicani e dalla chiesa della Madonna del Rosario la cui edificazione risaliva al 1585.

Sono numerose le tradizioni di Laureana di Borrello, soprattutto legate a festeggiamenti religiosi. La più importante, e la più conosciuta nei dintorni, è la festa di San Rocco, nella frazione di Stelletanone, che raccoglie ogni anno centinaia di pellegrini provenienti da tutta la Calabria, dalla sicilia orientale e dal Nord Italia. Tra i festeggiamenti civili in onore del santo vi sono concerti, spettacoli pirotecnici ed il tradizionale ballo dei Giganti. Oltre al suddetto evento, l'elenco completo delle festività cattoliche che vengono svolte durante l'anno, nel territorio comunale, è il seguente:
- Anniversario del miracolo di Maria Santissima del Carmelo, 5 febbraio;[11]
- Festa di Maria Santissima Annunziata, 25 marzo, nella frazione di Bellantone;[12]
- Affruntata, domenica di Pasqua;[13]
- Festa di San Pasquale Baylon, 17 maggio, nella frazione di Bellantone;[12]
- Festa di Maria Santissima del Carmelo, 16 luglio;[14]
- Festa di Sant'Anna, 26 luglio, nella frazione di Sant'Anna;[12]
- Festa di San Rocco, 19 agosto, nella frazione di Stelletanone;[12]
- Festa di San Gregorio taumaturgo, 17 novembre, patrono di Laureana;[12]
- Festa di Maria Santissima Immacolata, 31 maggio e 8 dicembre, nella frazione di Stelletanone.[12]

## Geografia antropica

### Frazioni
Il comune comprende tre frazioni: Bellantone e Stelletanone (contigue al centro) e Sant'Anna (a 5 chilometri).
| Frazioni di Laureana | Foto                         |           |
| -------------------- | ---------------------------- | --------- |
| Bellantone           | Bellantone: via Belmonte     | \|\| \|\| |
| Stelletanone         | Chiesa S. Maria Stelletànone | \|\|      |
| Sant'Anna            | Chiesa di Sant'Anna          |           |

## Economia
La coltivazione di agrumi e olive caratterizza l'economia del territorio.

## Infrastrutture e trasporti

### Strade
A qualche chilometro dal centro abitato c'è lo svincolo di Rosarno dell'autostrada A2 Salerno-Reggio Calabria.

## Amministrazione
| Periodo           | Periodo           | Primo cittadino                           | Partito                         | Carica                    | Note                 |
| ----------------- | ----------------- | ----------------------------------------- | ------------------------------- | ------------------------- | -------------------- |
| 1976              | 1981              | Michele Carlizzi                          |                                 | Sindaco                   |                      |
| 1981              | 1985              | Giovanni Vincenzo Carè                    |                                 | Sindaco                   |                      |
| 18 agosto 1988    | 3 luglio 1989     | Rodolfo Trungadi                          | Democrazia Cristiana            | Sindaco                   | [ 15 ]               |
| 3 luglio 1989     | 11 settembre 1989 | Luisa Latella                             |                                 | Commissario prefettizio   | [ 16 ]               |
| 11 settembre 1989 | 28 ottobre 1989   | Luisa Latella                             |                                 | Commissario straordinario | [ 17 ]               |
| 9 aprile 1990     | 18 febbraio 1991  | Giovanni Vincenzo Carè                    | Democrazia Cristiana            | Sindaco                   | [ 18 ] [ 19 ]        |
| 17 aprile 1991    | 21 agosto 1993    | Biagio Lamanna                            | Democrazia Cristiana            | Sindaco                   | [ 20 ]               |
| 21 agosto 1993    | 10 settembre 1993 | Salvatore Calvagna                        |                                 | Commissario prefettizio   | [ 21 ]               |
| 10 settembre 1993 | 4 dicembre 1993   | Salvatore Calvagna                        |                                 | Commissario straordinario | [ 22 ]               |
| 4 dicembre 1993   | 17 novembre 1997  | Carlo Trimarchi                           | Indipendente                    | Sindaco                   | [ 23 ]               |
| 17 novembre 1997  | 24 gennaio 2002   | Giovanni Vincenzo Carè                    | Lista civica di centro-destra   | Sindaco                   | [ 24 ] [ 18 ]        |
| 24 gennaio 2002   | 28 maggio 2002    | Maria Adele Maio                          |                                 | Commissario straordinario | [ 25 ]               |
| 29 maggio 2002    | 29 maggio 2007    | Rocco Domenico Ceravolo                   | Lista civica di centro-sinistra | Sindaco                   | [ 26 ]               |
| 29 maggio 2007    | 8 maggio 2012     | Rocco Domenico Ceravolo                   | Lista civica                    | Sindaco                   | [ 27 ]               |
| 8 maggio 2012     | 11 novembre 2016  | Paolo Alvaro                              | Lista civica                    | Sindaco                   | [ 29 ] [ 30 ]        |
| 11 novembre 2016  | 1 dicembre 2016   | Anna Manganelli                           |                                 | Commissario prefettizio   | [ 31 ]               |
| 1 dicembre 2016   | 15 maggio 2017    | Anna Manganelli                           |                                 | Commissario straordinario | [ 32 ]               |
| 15 maggio 2017    | 28 maggio 2019    | Matteo De Marinis Maria Luzza Adele Mirra |                                 | Commissari straordinari   | [ 33 ] [ 34 ] [ 35 ] |
| 28 maggio 2019    | in carica         | Alberto Morano                            | Lista civica                    | Sindaco                   | [ 37 ]               |